# Champagné-Saint-Hilaire
Champagné-Saint-Hilaire é uma comuna francesa na região administrativa da Nova Aquitânia, no departamento de Vienne. Estende-se por uma área de 46,36 km². Em 2010 a comuna tinha 1 023 habitantes (densidade: 22,1 hab./km²).